# Heurelho Gomes
Heurelho da Silva Gomes (født 15. februar 1981 i João Pinheiro, Brasilien), almindeligt kendt som Heurelho Gomes eller bare Gomes, er en brasiliansk målmand, der i øjeblikket spiller for den britiske klub Watford. Han har tidligere spillet for den hollandske klub PSV Eindhoven og engelske Tottenham.

## Referener
1. ↑  "Heurelho Gomes - Fact File" (engelsk). Mehstg.com Archive. Hentet 28. september 2013.